# George W. Wheeler
Pour les articles homonymes, voir George Wheeler et Wheeler.
George Wakeman Wheeler, né le 1er décembre 1860 à Woodville, dans le Mississippi et mort le 27 juillet 1932 à Bridgeport, dans le Connecticut, est un avocat, juge et président de la Cour Suprême dans l'État du Connecticut,.